# Is This Room Getting Smaller
Is This Room Getting Smaller je debitantski studijski album američkog rock sastava Onesidezero iz Los Angelesa. Objavila ga je 20. studenog 2001. izdavačka kuća Maverick Records. Zbog relativnog neuspjeha albuma, sastav se nakratko raspao, pa opet okupio 2004., te su idući album objavili tek 2007. godine. Za pjesmu "Eight" je snimljen spot. 

## Popis pjesama
1. "Instead Laugh"- 3:55
2. "Holding Cell" - 3:37
3. "New World Order" - 3:31
4. "A Point in Time" - 3:58
5. "Tapwater" - 4:04
6. "Shed the Skin" - 4:12
7. "Awake" - 3:38
8. "The Day We Lied" - 3:34
9. "Soak" - 2:54
10. "Eight" - 4:41
11. "Never Ending" - 5:06
12. "Undrground" - 7:21

## Produkcija
- Onesidezero:
  - Jasan Radford - vokal, gitara
  - Levon Sultanian – gitara, prateći vokal
  - Brett Kane - gitara, prateći vokal
  - Christian Hernandez - bas-gitara, prateći vokal
  - Rob Basile - bubnjevi